# 飯星シンヤ
飯星 シンヤ（いいほし シンヤ）は、日本の漫画家。
『ヤングキング』（少年画報社）や『週刊ヤングジャンプ』・『スーパージャンプ』（集英社）などで作品を発表している。

## 経歴
- 1997年、「ティーンエイジ・ブルー」で第58回週刊少年マガジン新人漫画賞を受賞し[1]、『週刊少年マガジン増刊号』に掲載されデビュー作となる[1]。
- 以降、『週刊ヤングジャンプ』などのメジャー誌[独自研究?]に数回読み切り作品を掲載。
- 2005年、『週刊ヤングジャンプ』同年17号より『ルーキー野球団・東北楽天ゴールデンイーグルス物語』（原作：会津泰成）を連載開始。同年連載終了。
- 2005年、『ヤングキング』同年7/25号より『SPEED STAR』を連載開始。2007年連載終了。
- 2007年、『ヤングキング』同年10/15号より『象の背中 〜息子〜』を連載開始。同年連載終了。
- 2008年、『ヤングキング』同年21号より『喧嘩屋魂』を不定期で連載開始。同年（2009年1号）連載終了。
- 2008年、『スーパージャンプ』同年6号より『レビ 〜醜税調査官〜』をシリーズ読み切りとして掲載。
- 2011年、『電撃コミックジャパン』同年6月号より『ヤミホタル』を連載開始。2012年連載終了。
- 2014年、webコミック配信サイト『コミックウォーカー』にて同11月18日より『GNM -果てしなき螺旋-』を連載開始。単行本化に伴い『GNM −特殊外来生物−』にタイトル変更。2015年連載終了。その後、タイトルを『クロムノイド 混合遺伝子』に変更して出版社変更。
- 2016年、『週刊漫画ゴラク』同年5/20号（No.2512）より『鍵師ロック』（原作：高田信）を読み切りとして掲載。その後、不定期で連載開始。2017年連載終了。
- 2017年、webコミック配信サイト『ゴラクエッグ』（Webゴラク内）にて同10月30日より『闇金ドッグス』を連載開始。2018年連載終了。
- 2019年、電子書籍コミック誌『comic RiSky』Vol.5にて『復讐チャンネル ウラミン 〜公開処刑ナマ配信中〜』を連載開始。
- 2020年、webコミック配信サイト『コミックウォーカー』にて同3月19日より『脅威区 〜もうひとりの自分がバグりだす〜』を連載開始。2021年連載終了。

## 受賞作品
- 1997年：週刊少年マガジン漫画賞新人賞受賞「ティーンエイジ・ブルー」[1]
- 2000年：週刊ヤングジャンプ月例賞佳作受賞「CRIMAX華蓮」
- 2004年：週刊モーニング弘兼賞受賞作「Streets 〜ストリーツ〜」

## 作品リスト

### 連載作品
- 限界!アクセルBOYZ（掲載誌不明、全1巻（読み切り併録）、GAコミックスより刊行）
- ルーキー野球団・東北楽天ゴールデンイーグルス物語（『週刊ヤングジャンプ』、原作：会津泰成、上下巻）
- SPEED STAR（『ヤングキング』、全4巻）
- 象の背中 〜息子〜（『ヤングキング』、原作：秋元康、全1巻）
- 喧嘩屋魂（『ヤングキング』、単行本未刊）
- ヤミホタル（『電撃コミックジャパン』、全3巻）
- GNM −特殊外来生物−（『コミックウォーカー』、既刊1巻）
  - クロムノイド 混合遺伝子（バンブーコミックスよりタイトル変更し未収録分も収録した復刊、全2巻）
- 鍵師ロック（『週刊漫画ゴラク』、原作：高田信、全2巻）
- 闇金ドッグス（映画のコミカライズ、『ゴラクエッグ』、全2巻）
- 脅威区 〜もうひとりの自分がバグりだす〜（『コミックウォーカー』、全2巻）
- ウラミン（『comic RiSky』、既刊6巻）

### 読み切り作品
- ティーンエイジ・ブルー（『週刊少年マガジン増刊号』）
- Welcome to license school（『週刊ヤングジャンプ増刊号』、『週刊ヤングジャンプ』）
- CRIMAX華蓮（『別冊ヤングジャンプ』）
- The Way 〜運命のコーナー〜（『別冊ヤングジャンプ』）
- Edge 〜エッジ〜（『週刊ヤングジャンプ増刊号』、『週刊ヤングジャンプ』）
- モッコス（『週刊ヤングジャンプ』※「限界!アクセルBOYZ」に所収
- スピリッツ（『週刊ヤングジャンプ増刊号』）※「限界!アクセルBOYZ」に所収
- SHUMA!（『週刊ヤングジャンプ増刊号』）※「限界!アクセルBOYZ」に所収
- カテキョー!（『週刊ヤングジャンプ』）
- 特別読切 「夢への挑戦〜トヨタTF103開発〜」（『週刊ヤングジャンプ』）
- Streets 〜ストリーツ〜（『週刊モーニング』）
- motoGPレーサー「玉田誠物語」（『週刊ヤングジャンプ』）
- 松井大輔物語 〜ルマン・ド・ソレイユ〜（『週刊ヤングジャンプ増刊号』）
- レビ 〜醜税調査官〜（『スーパージャンプ』、原作：鍋田吉郎）

## 関連人物
- 山口譲司 - アシスタントを務めた経験がある[要出典]。